# Pásztorbot
A pásztorbot (latin: baculum pastorale) egy ívelt végű, díszített, szimbolikus bot. Ókori egyiptomi méltóságjelvény volt, majd sok kultúrába átkerült vallási szimbólumként. A kereszténység bizonyos ágazataiban a püspök vagy magas rangú papok kormányzói hatalmának jelképe; megtalálható a római katolikus, keleti katolikus, ortodox, anglikán és néhány evangélikus, metodista és pünkösdi egyházban.

## Történelem

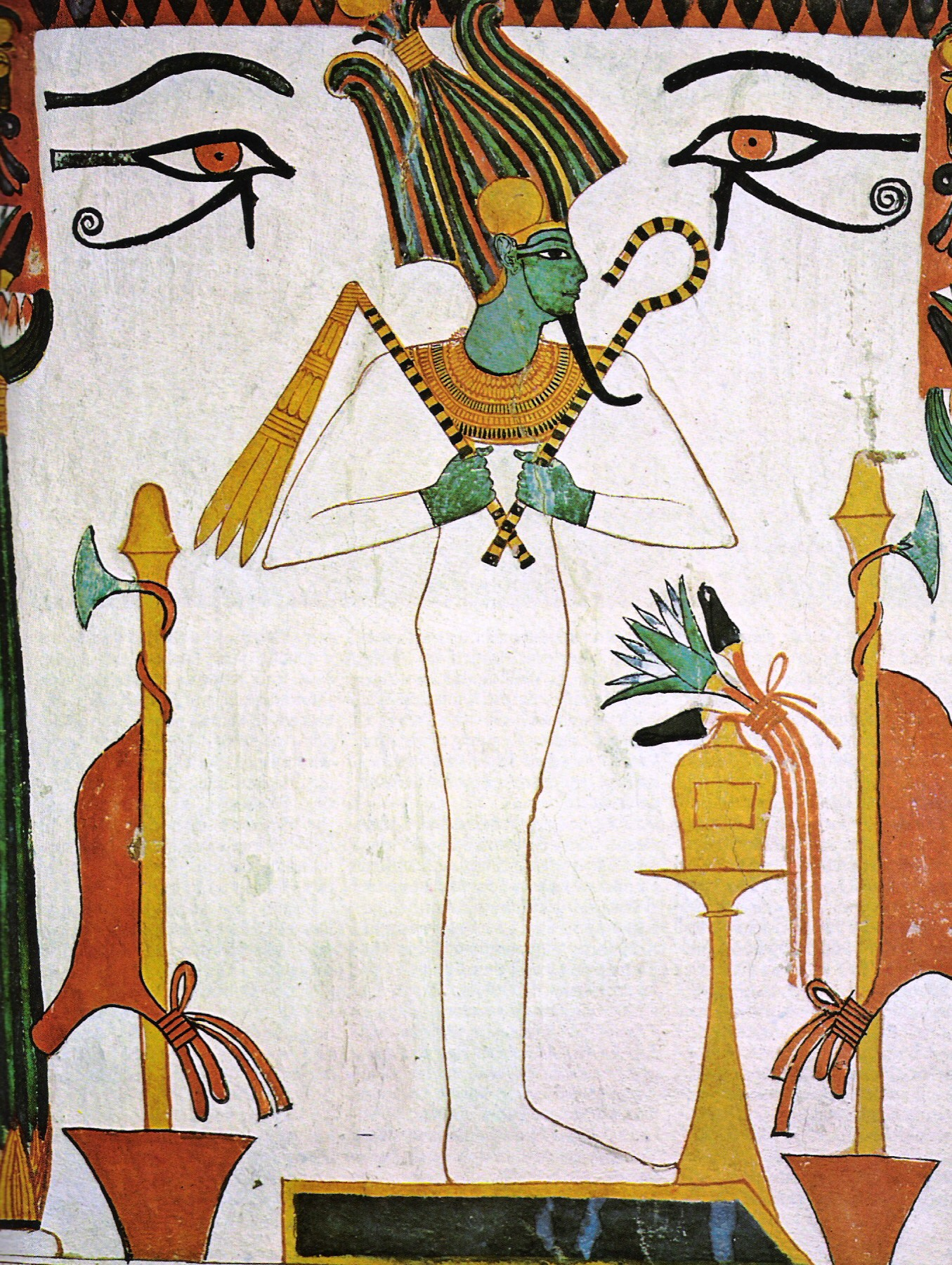
Ozirisz bal kezében a pásztorbottal

### Ókori Egyiptom
Az ókori Egyiptomban a pásztorbot a fáraók és az istenségek (pl. Ozirisz) uralmának egyik szimbóluma volt. Az újjászületést és a regenerálódást egyaránt szimbolizálta.
Az ókori egyiptomi Halottak Könyvében a pásztorbot Ozirisz tárgyaihoz tartozott, jelképezve őt, mint a halottak bíráját.

### Róma
Az etruszkok és az ókori rómaiak szintén használtak pásztorbotot a különféle vallási szertartásaikban.

### Kereszténység
A kereszténységben először a szerzetességben az apátok használtak pásztori tisztségükre emlékeztető pásztorbotot.
A 7. századtól kezdték el a keresztény püspökök használni, először Hispániában.
A IV. toledói zsinaton (633) említi Sevillai Izidor.
A 11. századtól található meg a liturgikus használata; a középkortól a főpásztori hivatal jele.

## Római katolikus egyház

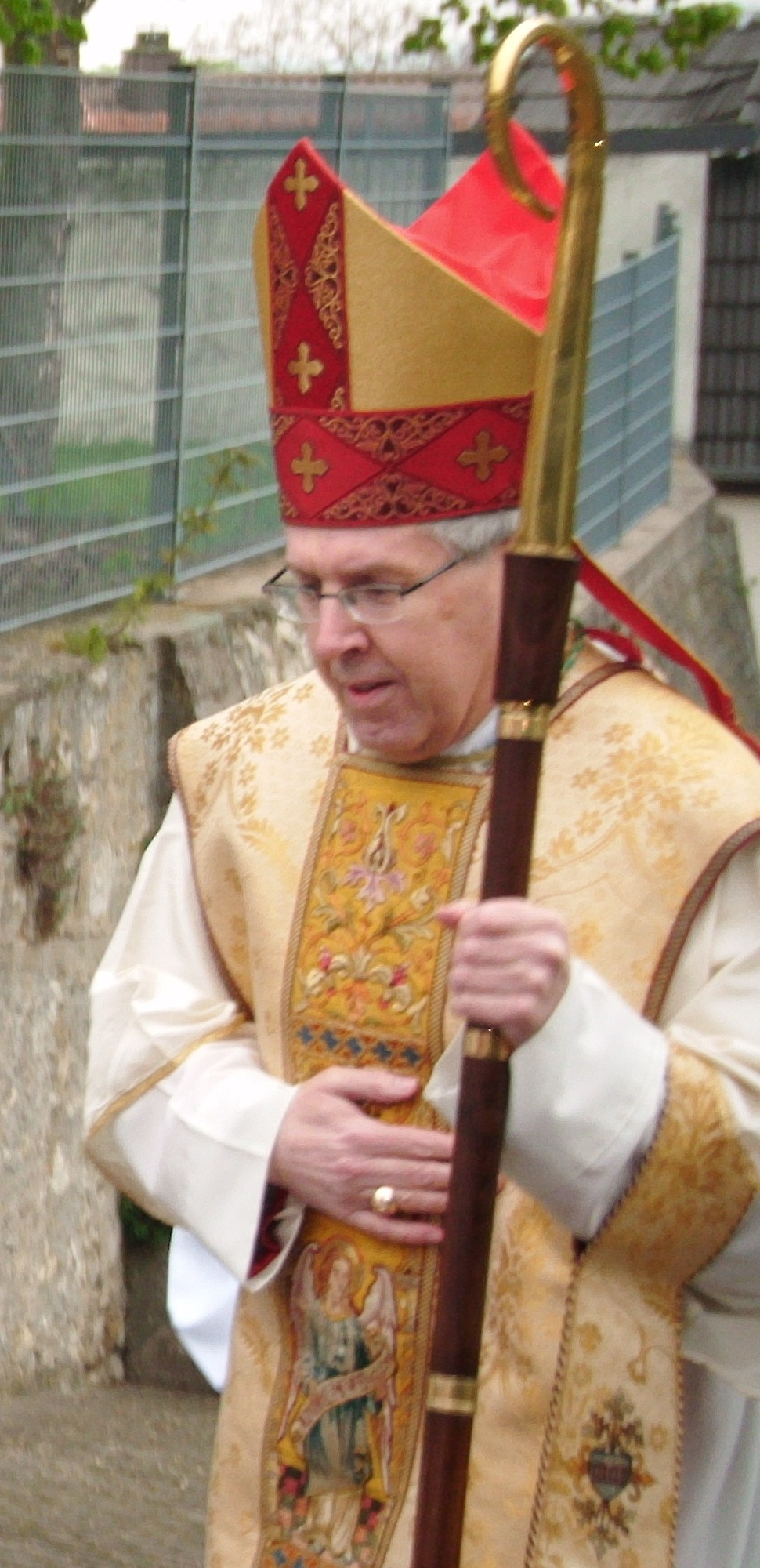
Katolikus püspök a pásztorbotjával

Szimbolikus értelme a pásztori hivatalból ered.
A pápa feszületet ábrázoló pásztorbotot (ún. ferulát) használ.
A püspökökön kívül prelátusok, apátok vagy apátnők és prépostok a mise alatt és más szertartásoknál is használnak pásztorbotot.
Ma megyéspüspök és joghatósággal rendelkező apát/apátnő és prépost használhatja, címzetes püspök csak akkor, ha a megyéspüspök megbízásából végez főpapi liturgiát. Nagypénteken és gyászmisében nem viselik.
A pásztorbotot a prelátusok a bal kezükben tartják, hajlott végével előre fordítva. Amikor nincs a kezükben, akkor a főpapi szertartás alatt a bakulista (botos) tartja.

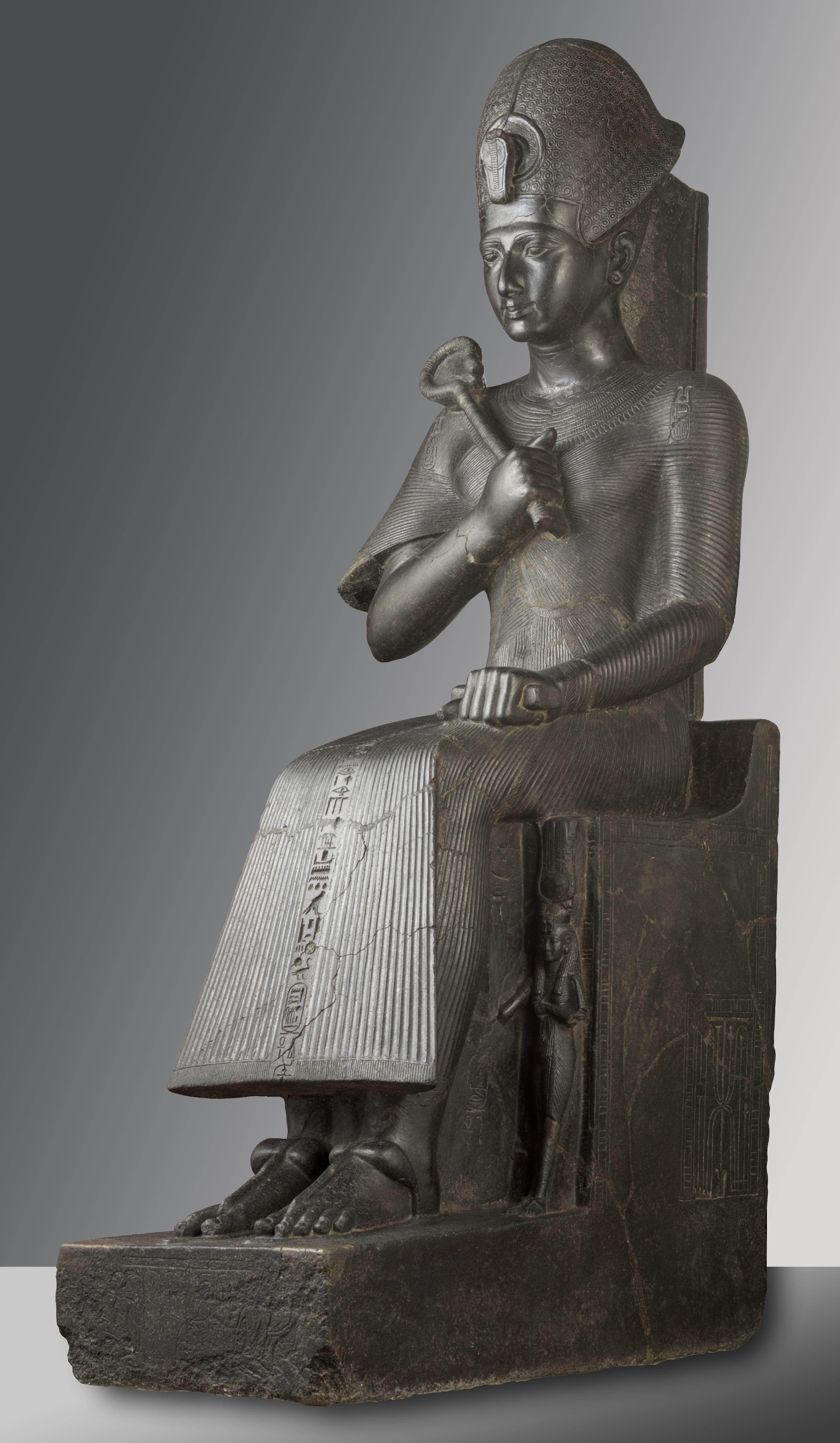
Egy fáraó a pásztorbottal